# Dwór górny w Starej Łomnicy
Dwór górny w Starej Łomnicy (niem. Oberhof) – zabytkowy dwór w Starej Łomnicy, w Polsce, w województwie dolnośląskim, w powiecie kłodzkim, w gminie Bystrzyca Kłodzka.
Dwukondygnacyjny renesansowy dwór wybudowany pod koniec XVI w., zwieńczony łamanym dachem naczółkowym, pokrytym łupkiem.
W wojewódzkiej ewidencji zabytków zapisano: dwór, obecnie dom nr 89 (dec. 29), obecnie ruina, 1570, 1600-35, XIX, nr rej.: 453/752 z 27.09.1960

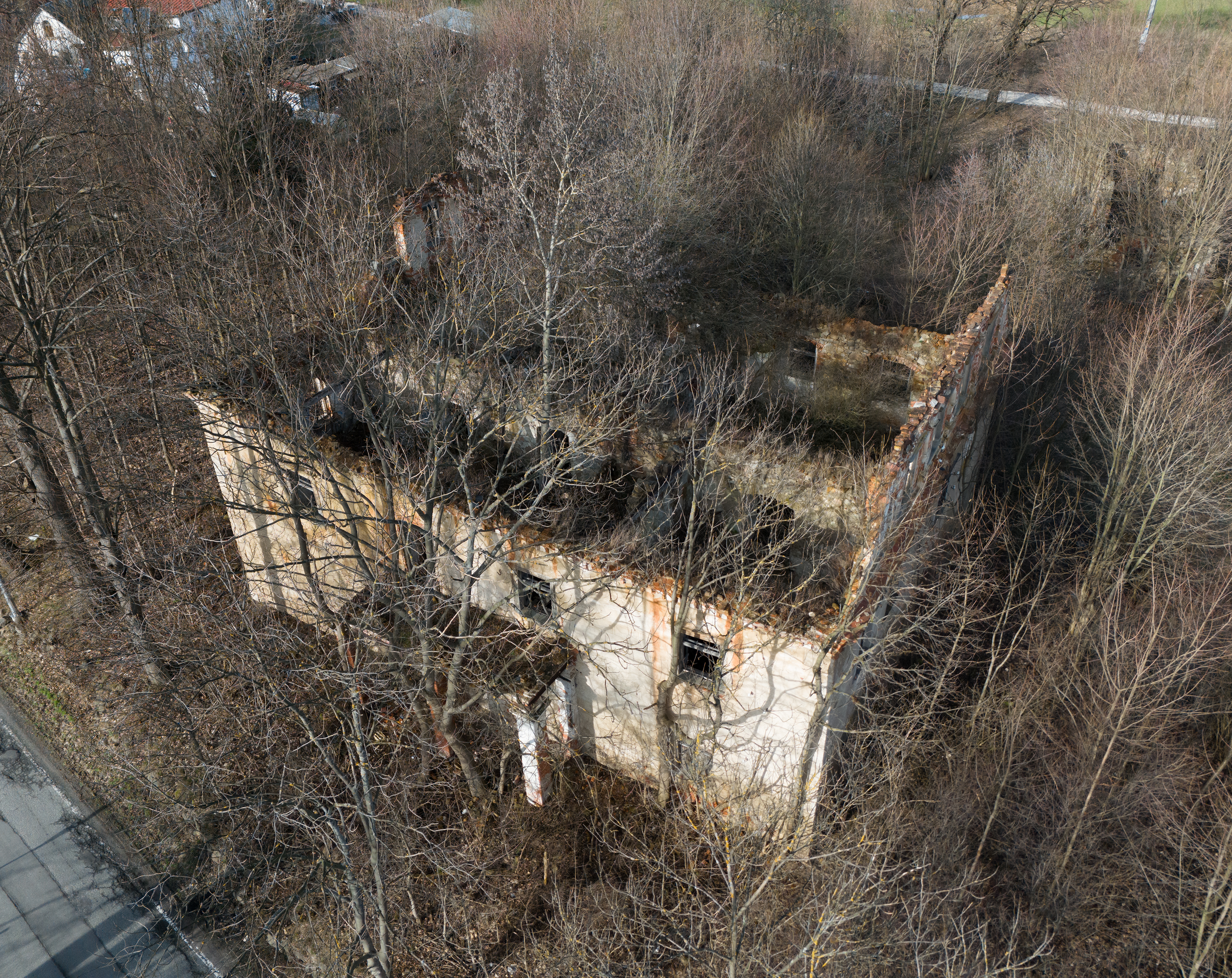